# Radio Argelia
La Compañía Nacional de Radiodifusión Sonora (en árabe المؤسسة العمومية للبث الإذاعي; en francés, Entreprise nationale de radiodiffusion sonore), conocida como Radio Argelia, es la organización pública de radio en Argelia. El grupo presta servicio en árabe, francés y bereber, y actualmente gestiona seis emisoras nacionales, una red de 48 emisoras regionales y una radio internacional.
ENRS es miembro activo de la Unión Europea de Radiodifusión.

## Historia
Los orígenes de la radio argelina se remontan a la emisora clandestina que el Frente de Liberación Nacional puso en marcha en diciembre de 1956, y que se mantuvo en activo durante la guerra de independencia. A su conclusión en 1962, Argelia se independiza de Francia y el gobierno de transición nacionalizó los medios de comunicación para constituir una nueva empresa, Radiodiffusion-télévision algérienne (RTA), que asumió las funciones de la antigua RTF el 28 de octubre de 1962, entonces con tres radios y un canal de televisión. Tres años después expandió su cobertura en todo el territorio nacional.
El 1 de julio de 1986, el gobierno de Chadli Bendjedid disolvió la RTA en cuatro empresas públicas autónomas para radio, teledifusión, producción audiovisual y televisión. De ahí surgió la actual empresa pública, que desde el 24 de abril de 1991 se convirtió en la Compañía Nacional de Radiodifusión Sonora (EPTV) a través de un cambio de estatutos. Legalmente, la ENRS es una organización pública con carácter industrial y comercial, dirigida por un consejo de administración.

## Servicios
ENRS gestiona las siguientes emisoras a nivel nacional:
- Canal 1: emisora generalista en idioma árabe.
- Canal 2: emisora generalista en idioma bereber.
- Canal 3: emisora generalista en idioma francés.
- Radio Corán: emisora dedicada a la lectura del Corán.
- Radio Culture: emisora cultural en árabe.
- Jil FM: emisora musical juvenil.

Además, ENRS gestiona una red de 48 emisoras regionales y la emisora internacional Radio Argelia Internacional (RAI) en cuatro idiomas: árabe, francés, español e inglés.